# Next Generation ATP Finals 2019
De Next Generation ATP Finals 2019 was de derde editie van het gelijknamige tennistoernooi en vond plaats van 5 tot en met 9 november. Het toernooi werd gespeeld op de terreinen van de PalaLido in Milaan.

## Deelnemers en prijzengeld

### Deelnemers
De zeven geplaatste spelers en de Italiaanse wildcard:
| Nr.   | Speler                      | Resultaat    |
| ----- | --------------------------- | ------------ |
| 1.    | Alex de Minaur              | Runner-up    |
| 2.    | Frances Tiafoe              | Halve finale |
| 3.    | Ugo Humbert                 | Groepsfase   |
| 4.    | Casper Ruud                 | Groepsfase   |
| 5.    | Miomir Kecmanović           | Halve finale |
| 6.    | Mikael Ymer                 | Groepsfase   |
| 7.    | Alejandro Davidovich Fokina | Groepsfase   |
| 8/WC. | Jannik Sinner               | Winnaar      |

### Prijzengeld
| Resultaat                      | Prijzengeld |
| ------------------------------ | ----------- |
| winnaar zonder nederlaag       | $ 429.000   |
| bonus winnaar zonder nederlaag | $ 24.000    |
| winnaar                        | $ 250.000   |
| finale                         | $ 140.000   |
| halve finale                   | $ 63.000    |
| groepsfase (per overwinning)   | $ 33.000    |
| deelnemers                     | $ 56.000    |
| vervangers                     | $ 16.000    |

De Griek Stéfanos Tsitsipás (deelname aan ATP Finals) en de Canadezen Félix Auger-Aliassime (blessure) en Denis Shapovalov (vermoeidheid) waren eveneens gekwalificeerd, maar lieten verstek gaan voor het toernooi.

## Toernooischema
| Legenda | Legenda                  |
| ------- | ------------------------ |
| Q       | Qualifier                |
| WC      | Deelname via wildcard    |
| LL      | Lucky Loser              |
| r       | Opgave / trok zich terug |
| w/o     | Walk-over                |
| Alt     | Alternate                |
| SE      | Special Exempt           |
| PR      | Protected Ranking        |
| d       | Diskwalificatie          |

### Groepsfase

#### Groep A
|                   |                             | score                            |
| ----------------- | --------------------------- | -------------------------------- |
| Miomir Kecmanović | Casper Ruud                 | 4-3(5), 4-3(5), 4-2              |
| Alex de Minaur    | Alejandro Davidovich Fokina | 4-2, 3-4, 4-1, 4-1               |
| Casper Ruud       | Alejandro Davidovich Fokina | 3-4(2), 4-3(2), 4-2, 3-4(2), 4-1 |
| Alex de Minaur    | Miomir Kecmanović           | 4-1, 4-3(4), 1-4, 4-0            |
| Alex de Minaur    | Casper Ruud                 | 4-1, 4-0, 4-2                    |
| Miomir Kecmanović | Alejandro Davidovich Fokina | 4-1, 4-1, 4-3(6)                 |

| Nr. | Speler                      | Wedstrijd w-v | Sets w-v | Games w-v |
| --- | --------------------------- | ------------- | -------- | --------- |
| 1   | Alex de Minaur              | 3-0           | 9-2      | 40-19     |
| 2   | Miomir Kecmanović           | 2-1           | 7-3      | 32-26     |
| 3   | Casper Ruud                 | 1-2           | 3-8      | 29-38     |
| 4   | Alejandro Davidovich Fokina | 0-3           | 3-9      | 27-45     |

#### Groep B
|                |                | score                    |
| -------------- | -------------- | ------------------------ |
| Mikael Ymer    | Ugo Humbert    | 4-3(2), 1-4, 4-2, 4-1    |
| Jannik Sinner  | Frances Tiafoe | 3-4(3), 4-2, 4-2, 4-2    |
| Frances Tiafoe | Ugo Humbert    | 4-2, 4-3(5), 3-4(4), 4-1 |
| Jannik Sinner  | Mikael Ymer    | 4-0, 4-2, 4-1            |
| Frances Tiafoe | Mikael Ymer    | 4-2, 4-2, 4-2            |
| Ugo Humbert    | Jannik Sinner  | 4-3(5), 3-4(7), 4-2, 4-2 |

| Nr. | Speler         | Wedstrijd w-v | Sets w-v | Games w-v |
| --- | -------------- | ------------- | -------- | --------- |
| 1   | Jannik Sinner  | 2-1           | 7-4      | 38-28     |
| 2   | Frances Tiafoe | 2-1           | 7-4      | 37-31     |
| 3   | Ugo Humbert    | 1-2           | 5-7      | 35-41     |
| 4   | Mikael Ymer    | 1-2           | 3-7      | 22-34     |

### Eindfase
|  | Halve finale | Halve finale      | Halve finale  | Halve finale | Halve finale | Halve finale | Halve finale  |   |                | Finale | Finale | Finale | Finale | Finale | Finale | Finale |
|  |              |                   |               |              |              |              |               |   |                |        |        |        |        |        |        |        |
|  | 1            | Alex de Minaur    | 4             | 4            | 0            | 4            |               |   |                |        |        |        |        |        |        |        |
|  | 2            | Frances Tiafoe    | 2             | 1            | 4            | 2            |               |   |                |        |        |        |        |        |        |        |
|  | 2            | Frances Tiafoe    | 2             | 1            | 4            | 2            |               | 1 | Alex de Minaur | 2      | 1      | 2      |        |        |        |        |
|  |              |                   |               |              |              |              |               | 1 | Alex de Minaur | 2      | 1      | 2      |        |        |        |        |
|  |              | 8/WC              | Jannik Sinner | 4            | 4            | 4            |               |   |                |        |        |        |        |        |        |        |
|  | 8/WC         | 8/WC              | Jannik Sinner | 4            | 4            | 4            | Jannik Sinner | 2 | 4              | 4      | 4      |        |        |        |        |        |
|  | 8/WC         |                   |               |              |              |              | Jannik Sinner | 2 | 4              | 4      | 4      |        |        |        |        |        |
|  | 5            | Miomir Kecmanović | 4             | 1            | 2            | 2            |               |   |                |        |        |        |        |        |        |        |

2017 · 2018 · 2019 · 2020 · 2021 · 2022 · 2023 · 2024
Grand Slam: Australian Open (m-md) · Roland Garros (m-md) · Wimbledon (m-md) · US Open (m-md)
Landenteams: Davis Cup · Hopman Cup

Continententeams: Laver Cup